# 1991 en fantasy
| Années de la fantasy : 1988 - 1989 - 1990 - 1991 - 1992 - 1993 - 1994    |
| Décennies de la fantasy : 1960 - 1970 - 1980 - 1990 - 2000 - 2010 - 2020 |

L'année 1991 a été marquée, en matière de fantasy, par les événements suivants.

## Romans - Recueils de nouvelles ou anthologies - Nouvelles
- Brèche vers l'Enfer (The Cipher), roman de Kathe Koja
- Imajica (Imajica), roman de Clive Barker
- Le Chardon et le Tartan (Outlander), premier tome de la saga littéraire du même nom de Diana Gabaldon
- Prince du Chaos (Prince of Chaos), dixième et dernier tome du cycle des Princes d'Ambre de Roger Zelazny
- Terres perdues (The Waste Lands), troisième volet de la série La Tour sombre de Stephen King